# 仲野ひろみ
仲野 ひろみ（なかの ひろみ、1990年11月20日  - ）は、日本のモデル・レースクイーンである。茨城県出身。DAYSTAR所属。

## 人物
- 趣味は音楽鑑賞。特技はゴルフ、ダンス。
- 姉が1人いる[2]。

## 活動

### レースクイーン
- 2014年：SUPER GT「Team TAISAN レースクイーン」[1]

### ショーモデル
- 東京渋谷コレクション2010A/W（2010年12月4日、渋谷Club atom）[3]
- Le veritible espoir -真の希望- VO.8（2011年7月30日）
- 代官山コレクション2012（2012年5月2日、ザ・ルーム代官山） [4]

### イベントコンパニオン
- 東京ゲームショウ2012「gloopsブース」（2012年9月20日 - 23日、幕張メッセ）